# Politiek in Zweden
Het politieke systeem van Zweden is vastgelegd in vier wetten die samen de constitutie vormen. Zweden is een parlementaire constitutionele monarchie met een minister-president als regeringsleider en een koning als staatshoofd. De wetgevende macht wordt uitgeoefend door de regering en het parlement (de Rijksdag), dat uit één kamer bestaat. Het Zweedse volk kiest elke vier jaar de 349 leden van het parlement. De uitvoerende macht wordt uitgeoefend door de regering, die onder leiding staat van de door het parlement benoemde minister-president. De functie van koning is sinds de invoering van de Wet op de regeringsvorm, waarmee de macht "bij de bevolking" werd gelegd, in Zweden tegenwoordig slechts symbolisch van aard.

## Constitutie
De constitutie van Zweden bestaat uit vier afzonderlijke wetten:
- Wet op de troonopvolging (1810)
- Wet op de persvrijheid (1949)
- Wet op de regeringsvorm (1974)
- Wet op de vrijheid van meningsuiting (1991)